# 小棘櫛麗魚
小棘櫛麗魚為輻鰭魚綱鱸形目隆頭魚亞目慈鯛科的其中一種，分布於非洲Ubanghi河流域，體長可達6.7公分，棲息在中底層水域，生活習性不明。